# Mount Solov'yev
Mount Solov'yev är ett berg i Antarktis. Det ligger i Östantarktis. Norge gör anspråk på området. Toppen på Mount Solov'yev är 2 715 meter över havet, eller 1 073 meter över den omgivande terrängen. Bredden vid basen är 8,2 km.
Terrängen runt Mount Solov'yev är kuperad norrut, men söderut är den bergig. Trakten är obefolkad. Det finns inga samhällen i närheten.